# Вибе, Дмитрий Зигфридович
Дми́трий Зи́гфридович Ви́бе (род. 17 октября 1968, Свердловск) — российский астроном и популяризатор науки, доктор физико-математических наук, заведующий отделом физики и эволюции звёзд Института астрономии РАН, профессор РАН.

## Биография
Родился в 1968 году в Свердловске. По окончании обучения в школе в 1985 году поступил в Уральский государственный университет. С 1987 по 1989 год служил в Советской армии (отсрочка студентам в те годы была отменена). В 1992 году окончил учёбу в университете, а с осени 1994 года устроился работать там же преподавателем. В 1997 году защитил кандидатскую диссертацию на тему «Влияние динамических процессов на химическую эволюцию газо-звёздных систем» в Астрокосмическом центре ФИАН. В 2004 году стал доктором физико-математических наук, тема докторской диссертации: «Химическая и динамическая эволюция дозвёздных и протозвёздных объектов». В 2016 году получил почётное учёное звание профессора РАН. Входит в состав редколлегии журнала «Природа».

## Научная деятельность

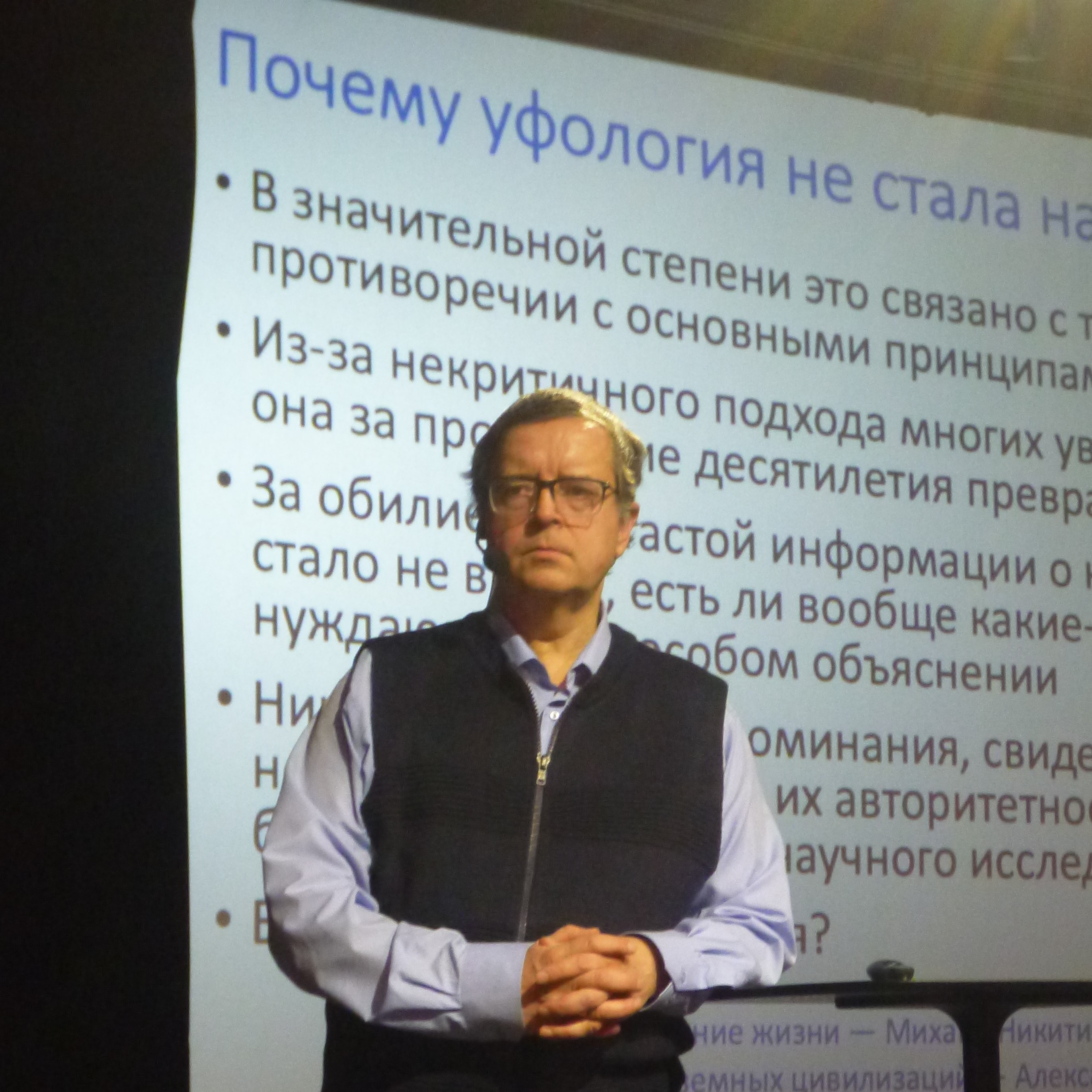
Дмитрий Вибе в Ельцин-центре, февраль 2025 года.

Научная работа Д. З. Вибе включает следующие направления:
- исследование химической структуры протозвёздных объектов и протопланетных дисков;
- разработку модели ионизационной структуры протопланетного диска у звезды типа Т Тельца;
- исследование химической структуры эволюционирующего диска с учётом процессов перемешивания и роста пылевых частиц;
- наблюдение и самосогласованное химико-динамическое моделирование дозвёздных и протозвёздных объектов;
- наблюдательное исследование эволюции пыли во внегалактических комплексах ионизованного водорода.

## Награды
В 2005 году Д. З. Вибе и ещё двое учёных — В. И. Шематович и Б. М. Шустов — были награждены премией имени А. А. Белопольского за цикл работ «Теория самых ранних стадий образования звёзд».